# Bulgarije op het Eurovisiesongfestival 2016

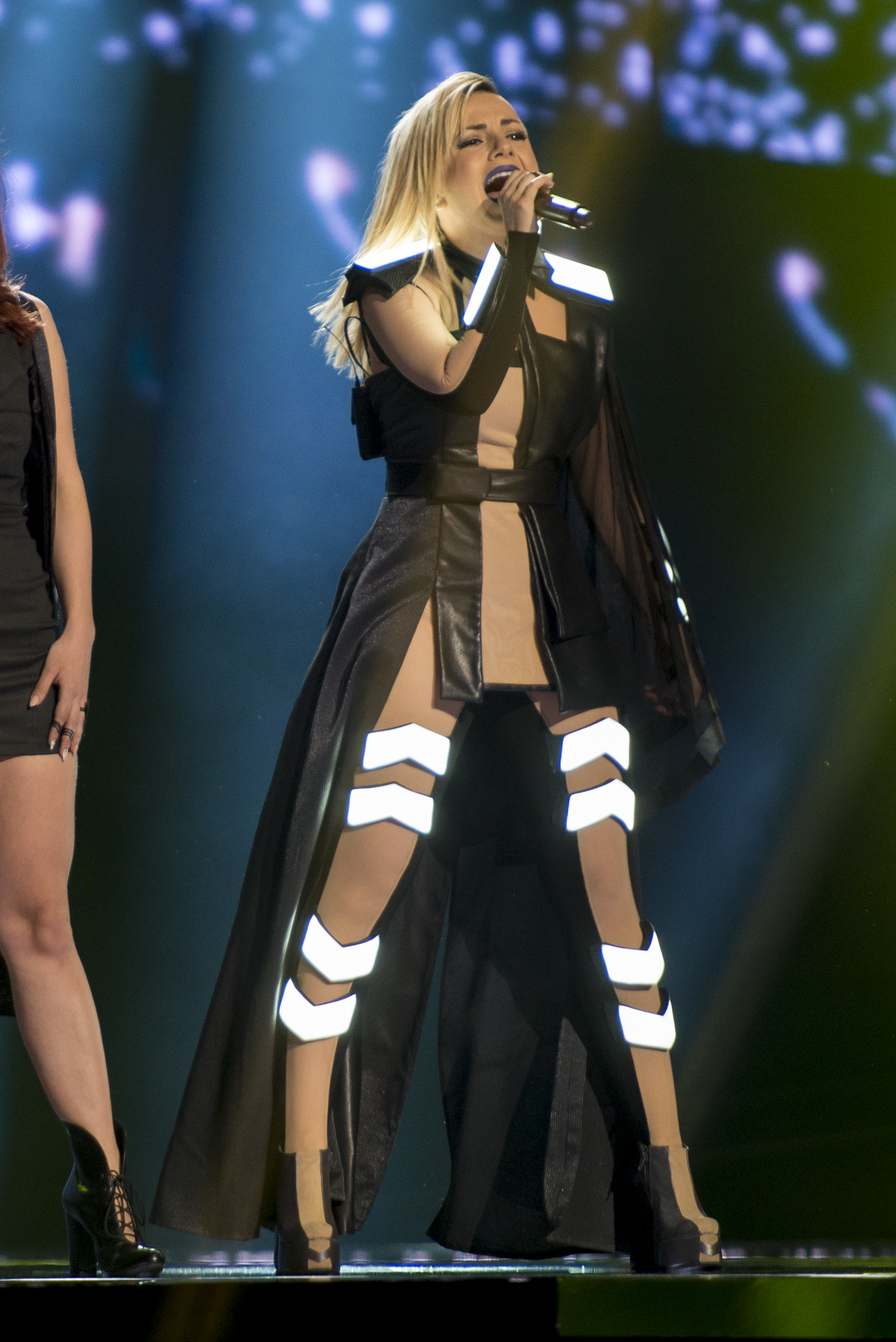
Poli Genova tijdens de tweede halve finale in Stockholm.

Bulgarije nam deel aan het Eurovisiesongfestival 2016 in Stockholm, Zweden. Het was de 10de deelname van het land op het Eurovisiesongfestival. BNT was verantwoordelijk voor de Bulgaarse bijdrage voor de editie van 2016.

## Selectieprocedure
Bulgarije debuteerde in 2005 op het Eurovisiesongfestival en nam tot en met 2013 onafgebroken deel. Door tegenvallende prestaties (op negen deelnames werd slechts één keer de finale bereikt) en financiële perikelen, besloot de Bulgaarse openbare omroep zich in 2014 terug te trekken. Op 26 november 2015 maakte BNT bekend na twee jaar afwezigheid terug te zullen keren op het festival. Op 24 januari 2016 gaf de omroep via Twitter aan dat het intern een vrouwelijke artiest had geselecteerd. Haar naam werd een maand later bekendgemaakt. Het ging om Poli Genova, de zangeres die reeds in 2011 deelnam aan het Eurovisiesongfestival en ook presentatrice was van het Junior Eurovisiesongfestival 2015. Haar lied, If love was a crime, werd op 21 maart 2016 vrijgegeven. De EBU vereiste dat elk land op 14 maart 2016 diens act zou presenteren, maar vroeg en kreeg een week uitstel.

## In Stockholm
Bulgarije trad in Stockholm in de tweede halve finale op donderdag 12 mei 2016 aan. Poli Genova trad als twaalfde van achttien acts op, net na ManuElla uit Slovenië en gevolgd door Lighthouse X uit Denemarken. Bulgarije wist zich te plaatsen voor de finale op zaterdag 14 mei.
In de finale trad Bulgarije als achtste van de 26 acts aan. Poli Genova eindigde er als 4de met 307 punten. De Cypriotische en Spaanse kijkers gaven de meeste punten aan Bulgarije. 
2005 · 2006 · 2007 · 2008 · 2009 · 2010 · 2011 · 2012 · 2013 · 2014-2015 · 2016 · 2017 · 2018 · 2019-2020 · 2021 · 2022 · 2023-2025
Albanië · Armenië · Australië · Azerbeidzjan · België · Bosnië en Herzegovina · Bulgarije · Cyprus · Denemarken · Duitsland · Estland · Finland · Frankrijk · Georgië · Griekenland · Hongarije · Ierland · IJsland · Israël · Italië · Kroatië · Letland · Litouwen · Macedonië · Malta · Moldavië · Montenegro · Nederland · Noorwegen · Oekraïne · Oostenrijk · Polen · Rusland · San Marino · Servië · Slovenië · Spanje · Tsjechië · Verenigd Koninkrijk · Wit-Rusland · Zweden · Zwitserland